# Tyler Miller
Tyler Miller (Woodbury, 12 marzo 1993) è un calciatore statunitense, portiere del Bolton.

## Carriera

### Club
Il 15 gennaio 2015 viene selezionato come 33ª scelta agli MLS SuperDraft dai Seattle Sounders, decidendo però di firmare per una squadra tedesca della Regionalliga, la quarta serie tedesca, lo Zweibrücken.
Il 9 luglio 2015 firma per la squadra satellite dei Sounders, i Seattle Sounders 2, con i quali esordisce in USL. Inizia così a passare periodicamente dalla seconda alla prima squadra, con la quale racimola poche presenze partecipando alla vittoria della MLS.
Il 12 dicembre 2017 viene selezione come prima scelta dai Los Angeles FC e debutta il 4 marzo 2018 nella prima giornata di campionato.

### Nazionale
Ha giocato con gli Stati Uniti under 23.
Nel 2019 viene convocato in nazionale maggiore, senza esordire.

## Statistiche

### Presenze e reti nei club
Statistiche aggiornate al 12 settembre 2020.
| Stagione                  | Squadra                   | Campionato                | Campionato | Campionato | Coppe nazionali | Coppe nazionali | Coppe nazionali | Coppe continentali | Coppe continentali | Coppe continentali | Altre coppe | Altre coppe | Altre coppe | Totale | Totale |
| Stagione                  | Squadra                   | Comp                      | Pres       | Reti       | Comp            | Pres            | Reti            | Comp               | Pres               | Reti               | Comp        | Pres        | Reti        | Pres   | Reti   |
| ------------------------- | ------------------------- | ------------------------- | ---------- | ---------- | --------------- | --------------- | --------------- | ------------------ | ------------------ | ------------------ | ----------- | ----------- | ----------- | ------ | ------ |
| 2014-2015                 | SVN Zweibrücken           | RGL                       | 10         | -23        |                 | -               | -               |                    | -                  | -                  |             | -           | -           | 10     | -23    |
| 2015                      | Seattle Sounders 2        | USL                       | 1          | 0          | USOC            | -               | -               | -                  | -                  | -                  |             | -           | -           | 1      | 0      |
| 2016                      | Seattle Sounders 2        | USL                       | 12         | -15        | USOC            | -               | -               |                    | -                  | -                  |             | -           | -           | 12     | -15    |
| 2016                      | Seattle Sounders          | MLS                       | 1          | -2         | USOC            | 3               | -5              | CCL                | 0                  | 0                  |             | -           | -           | 4      | -7     |
| 2017                      | Seattle Sounders 2        | USL                       | 22         | -40        | USOC            | -               | -               |                    | -                  | -                  |             | -           | -           | 22     | -40    |
| Totale Seattle Sounders 2 | Totale Seattle Sounders 2 | Totale Seattle Sounders 2 | 35         | -55        |                 | -               | -               |                    | -                  | -                  |             | -           | -           | 35     | -55    |
| 2017                      | Seattle Sounders          | MLS                       | 2          | -3         | USOC            | 2               | -3              |                    | -                  | -                  |             | -           | -           | 4      | -6     |
| Totale Seattle Sounders   | Totale Seattle Sounders   | Totale Seattle Sounders   | 3          | -5         |                 | 5               | -8              |                    | 0                  | 0                  |             | -           | -           | 8      | -13    |
| 2018                      | Los Angeles FC            | MLS                       | 34         | -53        | USOC            | 4               | -7              |                    | -                  | -                  |             | -           | -           | 38     | -60    |
| 2019                      | Los Angeles FC            | MLS                       | 30         | -34        | USOC            | 0               | 0               |                    | -                  | -                  |             | -           | -           | 30     | -34    |
| Totale Los Angeles FC     | Totale Los Angeles FC     | Totale Los Angeles FC     | 64         | -87        |                 | 4               | -7              |                    | 0                  | 0                  |             | -           | -           | 68     | -94    |
| 2020                      | Minnesota Utd             | MLS                       | 8          | -11        |                 | -               | -               |                    | -                  | -                  |             | -           | -           | 8      | -11    |
| Totale carriera           | Totale carriera           | Totale carriera           | 121        | -184       |                 | 9               | -15             |                    | 0                  | 0                  |             | -           | -           | 130    | -199   |

## Palmarès

### Club

#### Competizioni nazionali
- Campionato MLS: 1

Seattle Sounders: 2016
- MLS Supporters' Shield: 1

Los Angeles FC: 2019